# Ferdynandów (Poddębice)
Pour les articles homonymes, voir Ferdynandów.
Ferdynandów (prononciation [fɛrdɨˈnanduf]) est un village de la gmina de Pęczniew, du powiat de Poddębice, dans la voïvodie de Łódź, situé dans le centre de la Pologne.
Il se situe à environ 4 kilomètres (km) au sud de Pęczniew (siège de la gmina), 22 kilomètres au sud-ouest de Poddębice (siège du powiat) et 51 kilomètres à l'ouest de Łódź (capitale de la voïvodie).
Sa population s'élevait approximativement à 55 habitants en 2009.

## Administration
De 1975 à 1998, le village était attaché administrativement à l'ancienne voïvodie de Sieradz.

Depuis 1999, il fait partie de la nouvelle voïvodie de Łódź.